# 1922년 전국체육대회 정구
1922년 전국체유대회 정구는 일제강점기 조선 경성부에서 개최된 1922년 전국체육대회의 경기 종목이다. '제2회 전조선정구대회'로 개최되었으며 1922년 5월 20일부터 5월 21일까지 보성고등보통학교 운동장에서 개최되었다.

## 대회 진행
다른 대회에서 난동이 발생하여 연기된 전년도 대회와 달리 제2회 전조선축구대회를 불상사 없이 잘 마무리하자 조선체육회는 제2회 전조선정구대회를 1922년 5월 20일부터 5월 22일까지 사흘간 개최할 예정이었으나 일정을 축소하여 이틀간 개최되었다. 중학부 종목에는 참가비를 10원씩 지불하며 경성제일공립고등보통학교 정구단, 경신학교 정구단, 보성고등보통학교 정구단, 송도고등보통학교 정구단, 양정고등보통학교 정구단, 중앙고등보통학교 정구단, 휘문고등보통학교 정구단 등 7개 선수단이 참가했고, 청년부 종목에는 개성정구회 정구단, 경성법학전문학교 정구단, 경성의학전문학교 정구단, 금강구락부 정구단, 목포청년회 정구단, 보성전문친목회 정구단, 영광청년회 정구단, 의우회 정구단, 조선불교청년회 정구단 등 9개 선수단이 참가했다. 중학부 종목에서는 지난 대회 우승 선수단인 송도고등보통학교가 휘문고등보통학교를 결승에서 3:2로 이기며 2년 연속 우승을 차지했고, 청년부 종목에서는 결승에서 금강청년회가 목포청년회를 3:1로 이기며 우승했다.

## 경기장
| 경기장                  | 도시 | 좌석 | 수용 | 부문   | 세부 종목 | 비고 |
| ----------------------- | ---- | ---- | ---- | ------ | --------- | ---- |
| 보성고등보통학교 운동장 | 경성 |      |      | 전부문 | 전종목    |      |

## 정구단
| 부문        | 정구단                                 | 도시 | 첫 참가 | 횟수 | 비고 |
| ----------- | -------------------------------------- | ---- | ------- | ---- | ---- |
| 청년부 남자 | 개성정구회 정구단 (경기)               | 개성 | 1922    | 1    |      |
| 청년부 남자 | 경성법학전문학교 정구단 (경기)         | 경성 | 1921    | 2    |      |
| 청년부 남자 | 경성의학전문학교 정구단 (경기)         | 경성 | 1922    | 1    |      |
| 청년부 남자 | 금강구락부 정구단 (경기)               | 경성 | 1921    | 2    |      |
| 청년부 남자 | 목포청년회 정구단 (전남)               | 목포 | 1922    | 1    |      |
| 청년부 남자 | 보성전문친목회 정구단 (경기)           | 경성 | 1921    | 2    |      |
| 청년부 남자 | 영광청년회 정구단 (전남)               | 영광 | 1922    | 1    |      |
| 청년부 남자 | 의우회 정구단 (경기)                   | 경성 | 1922    | 1    |      |
| 청년부 남자 | 조선불교청년회 정구단 (경기)           | 경성 | 1921    | 2    |      |
|             |                                        |      |         |      |      |
| 중학부 남자 | 경성제일공립고등보통학교 정구단 (경기) | 경성 | 1922    | 1    |      |
| 중학부 남자 | 경신학교 정구단 (경기)                 | 경성 | 1921    | 2    |      |
| 중학부 남자 | 보성고등보통학교 정구단 (경기)         | 경성 | 1921    | 2    |      |
| 중학부 남자 | 송도고등보통학교 정구단 (경기)         | 개성 | 1921    | 2    |      |
| 중학부 남자 | 양정고등보통학교 정구단 (경기)         | 경성 | 1921    | 2    |      |
| 중학부 남자 | 중앙고등보통학교 정구단 (경기)         | 경성 | 1921    | 2    |      |
| 중학부 남자 | 휘문고등보통학교 정구단 (경기)         | 경성 | 1921    | 2    |      |

## 경기 일정
| 1922년    | 1922년    | 5월  | 5월  |
| 1922년    | 1922년    | 20일 | 21일 |
| --------- | --------- | ---- | ---- |
| 청년부    | 남자 단체 |      |      |
| 중학부    | 남자 단체 |      |      |
| 일일 합계 | 일일 합계 | 1    | 1    |
| 누적 합계 | 누적 합계 | 1    | 2    |

## 경기 결과

### 청년부
|  | 1라운드                        | 1라운드                  |                                |   | 8강 | 8강 |  |  | 준결승 | 준결승 |  |  | 결승 | 결승 |
|  |                                |                          |                                |   |     |     |  |  |        |        |  |  |      |      |
|  |                                |                          |                                |   |     |     |  |  |        |        |  |  |      |      |
|  |                                |                          |                                |   |     |     |  |  |        |        |  |  |      |      |
|  |                                |                          |                                |   |     |     |  |  |        |        |  |  |      |      |
|  | 5월 21일 - 경성                |                          |                                |   |     |     |  |  |        |        |  |  |      |      |
|  |                                |                          |                                |   |     |     |  |  |        |        |  |  |      |      |
|  | 의우회 정구단 (경기)           | 3                        |                                |   |     |     |  |  |        |        |  |  |      |      |
|  | 의우회 정구단 (경기)           | 3                        |                                |   |     |     |  |  |        |        |  |  |      |      |
|  |                                |                          | 영광청년회 정구단 (전남)       | 2 |     |     |  |  |        |        |  |  |      |      |
|  |                                |                          | 영광청년회 정구단 (전남)       | 2 |     |     |  |  |        |        |  |  |      |      |
|  |                                |                          | 5월 21일 - 경성                |   |     |     |  |  |        |        |  |  |      |      |
|  |                                |                          |                                |   |     |     |  |  |        |        |  |  |      |      |
|  | 의우회 정구단 (경기)           | 0                        |                                |   |     |     |  |  |        |        |  |  |      |      |
|  | 의우회 정구단 (경기)           | 0                        |                                |   |     |     |  |  |        |        |  |  |      |      |
|  |                                | 금강구락부 정구단 (경기) | 3                              |   |     |     |  |  |        |        |  |  |      |      |
|  |                                | 금강구락부 정구단 (경기) | 3                              |   |     |     |  |  |        |        |  |  |      |      |
|  | 5월 21일 - 경성                |                          |                                |   |     |     |  |  |        |        |  |  |      |      |
|  |                                |                          |                                |   |     |     |  |  |        |        |  |  |      |      |
|  | 금강구락부 정구단 (경기)       | 3                        |                                |   |     |     |  |  |        |        |  |  |      |      |
|  | 금강구락부 정구단 (경기)       | 3                        |                                |   |     |     |  |  |        |        |  |  |      |      |
|  |                                |                          | 경성법학전문학교 정구단 (경기) | 0 |     |     |  |  |        |        |  |  |      |      |
|  |                                |                          | 경성법학전문학교 정구단 (경기) | 0 |     |     |  |  |        |        |  |  |      |      |
|  |                                |                          | 5월 21일 - 경성                |   |     |     |  |  |        |        |  |  |      |      |
|  |                                |                          |                                |   |     |     |  |  |        |        |  |  |      |      |
|  | 금강구락부 정구단 (경기)       | 3                        |                                |   |     |     |  |  |        |        |  |  |      |      |
|  | 금강구락부 정구단 (경기)       | 3                        | 5월 21일 - 경성                |   |     |     |  |  |        |        |  |  |      |      |
|  |                                | 목포청년회 정구단 (전남) | 1                              |   |     |     |  |  |        |        |  |  |      |      |
|  | 개성정구회 정구단 (경기)       | 목포청년회 정구단 (전남) | 1                              | 3 |     |     |  |  |        |        |  |  |      |      |
|  | 개성정구회 정구단 (경기)       | 5월 21일 - 경성          |                                | 3 |     |     |  |  |        |        |  |  |      |      |
|  | 보성전문친목회 정구단 (경기)   | 0                        |                                |   |     |     |  |  |        |        |  |  |      |      |
|  | 보성전문친목회 정구단 (경기)   | 0                        | 개성정구회 정구단 (경기)       | 3 |     |     |  |  |        |        |  |  |      |      |
|  |                                |                          | 개성정구회 정구단 (경기)       | 3 |     |     |  |  |        |        |  |  |      |      |
|  |                                |                          | 조선불교청년회 정구단 (경기)   | 1 |     |     |  |  |        |        |  |  |      |      |
|  |                                |                          | 조선불교청년회 정구단 (경기)   | 1 |     |     |  |  |        |        |  |  |      |      |
|  |                                |                          | 5월 21일 - 경성                |   |     |     |  |  |        |        |  |  |      |      |
|  |                                |                          |                                |   |     |     |  |  |        |        |  |  |      |      |
|  | 개성정구회 정구단 (경기)       | 2                        |                                |   |     |     |  |  |        |        |  |  |      |      |
|  | 개성정구회 정구단 (경기)       | 2                        |                                |   |     |     |  |  |        |        |  |  |      |      |
|  |                                | 목포청년회 정구단 (전남) | 3                              |   |     |     |  |  |        |        |  |  |      |      |
|  |                                | 목포청년회 정구단 (전남) | 3                              |   |     |     |  |  |        |        |  |  |      |      |
|  | 5월 21일 - 경성                |                          |                                |   |     |     |  |  |        |        |  |  |      |      |
|  |                                |                          |                                |   |     |     |  |  |        |        |  |  |      |      |
|  | 경성의학전문학교 정구단 (경기) | 0                        |                                |   |     |     |  |  |        |        |  |  |      |      |
|  | 경성의학전문학교 정구단 (경기) | 0                        |                                |   |     |     |  |  |        |        |  |  |      |      |
|  |                                |                          | 목포청년회 정구단 (전남)       | 3 |     |     |  |  |        |        |  |  |      |      |
|  |                                |                          | 목포청년회 정구단 (전남)       | 3 |     |     |  |  |        |        |  |  |      |      |
|  |                                |                          |                                |   |     |     |  |  |        |        |  |  |      |      |
|  |                                |                          |                                |   |     |     |  |  |        |        |  |  |      |      |
|  |                                |                          |                                |   |     |     |  |  |        |        |  |  |      |      |

청년부 남자 단체 종목에서는 개성정구회 정구단, 경성법학전문학교 정구단, 경성의학전문학교 정구단, 금강구락부 정구단, 목포청년회 정구단, 보성전문친목회 정구단, 영광청년회 정구단, 의우회 정구단, 조선불교청년회 정구단 등 9개 정구단이 참가했다. 1922년 5월 21일 9시부터 진행된 개성정구회 정구단과 보성전문친목회 정구단 간의 1라운드 경기는 개성정구회 정구단이 3:0으로 이기며 다음 라운드에 진출했다. 의우회 정구단과 영광청년회 정구단 간의 8강 첫번째 경기에는 의우회 정구단이 3:2로 이기며 준결승에 진출했고, 경성의학전문학교 정구단과 목포청년회 정구단 간의 8강 두번째 경기에서는 목포청년회 정구단이 3:0으로 이기며 준결승에 진출했다. 금강구락부 정구단과 경성법학전문학교 정구단 간의 8강 세번째 경기에서는 금강구락부 정구단이 3:0으로 이기며 준결승에 진출했고, 개성정구회 정구단과 조선불교청년회 정구단 간의 8강 네번째 경기는 3:1로 개성정구회 정구단이 준결승에 진출했다. 의우회 정구단과 금강구락부 정구단 간의 준결승 첫번째 경기에서 금강구락부 정구단이 3:0으로 이기며 결승에 진출했고, 개성정구회 정구단과 목포청년회 정구단 간의 준결승 두번째 경기에서는 목포청년회 정구단이 3:2로 이기며 결승에 진출했다. 금강구락부 정구단과 목포청년회 정구단 간의 결승 경기에서 금강구락부 정구단이 3:1로 이기며 우승을 차지했다.

### 중학부
|  | 1라운드                         | 1라운드                 |                                 |   | 준결승 | 준결승 |  |  | 결승 | 결승 |
|  |                                 |                         |                                 |   |        |        |  |  |      |      |
|  |                                 |                         |                                 |   |        |        |  |  |      |      |
|  |                                 |                         |                                 |   |        |        |  |  |      |      |
|  |                                 |                         |                                 |   |        |        |  |  |      |      |
|  | 5월 20일 - 경성                 |                         |                                 |   |        |        |  |  |      |      |
|  |                                 |                         |                                 |   |        |        |  |  |      |      |
|  | 송도고등보통학교 (경기)         | 3                       |                                 |   |        |        |  |  |      |      |
|  | 송도고등보통학교 (경기)         | 3                       | 5월 20일 - 경성                 |   |        |        |  |  |      |      |
|  |                                 |                         | 경성제일공립고등보통학교 (경기) | 1 |        |        |  |  |      |      |
|  | 경성제일공립고등보통학교 (경기) | 3                       | 경성제일공립고등보통학교 (경기) | 1 |        |        |  |  |      |      |
|  | 경성제일공립고등보통학교 (경기) | 3                       | 5월 20일 - 경성                 |   |        |        |  |  |      |      |
|  | 보성고등보통학교 (경기)         | 0                       |                                 |   |        |        |  |  |      |      |
|  | 보성고등보통학교 (경기)         | 0                       | 송도고등보통학교 (경기)         | 3 |        |        |  |  |      |      |
|  | 5월 20일 - 경성                 |                         | 송도고등보통학교 (경기)         | 3 |        |        |  |  |      |      |
|  |                                 | 휘문고등보통학교 (경기) | 2                               |   |        |        |  |  |      |      |
|  | 휘문고등보통학교 (경기)         | 휘문고등보통학교 (경기) | 2                               | 3 |        |        |  |  |      |      |
|  | 휘문고등보통학교 (경기)         | 5월 20일 - 경성         |                                 | 3 |        |        |  |  |      |      |
|  | 중앙고등보통학교 (경기)         | 0                       |                                 |   |        |        |  |  |      |      |
|  | 중앙고등보통학교 (경기)         | 0                       | 휘문고등보통학교 (경기)         | 3 |        |        |  |  |      |      |
|  | 5월 20일 - 경성                 |                         | 휘문고등보통학교 (경기)         | 3 |        |        |  |  |      |      |
|  |                                 | 양정고등보통학교 (경기) | 0                               |   |        |        |  |  |      |      |
|  | 경신학교 (경기)                 | 양정고등보통학교 (경기) | 0                               | 2 |        |        |  |  |      |      |
|  | 경신학교 (경기)                 |                         |                                 | 2 |        |        |  |  |      |      |
|  | 양정고등보통학교 (경기)         | 3                       |                                 |   |        |        |  |  |      |      |
|  | 양정고등보통학교 (경기)         | 3                       |                                 |   |        |        |  |  |      |      |

중학부 남자 단체 종목에서는 경성제일공립고등보통학교 정구단, 경신학교 정구단, 보성고등보통학교 정구단, 송도고등보통학교 정구단, 양정고등보통학교 정구단, 중앙고등보통학교 정구단, 휘문고등보통학교 정구단 등 7개 정구단이 참가했다. 1922년 5월 20일에 진행된 휘문고등보통학교 정구단과 중앙고등보통학교 정구단 간의 1라운드 첫번째 경기는 휘문고등보통학교 정구단이 3:0으로 승리하며 준결승에 진출했다. 경성제일공립고등보통학교 정구단과 보성고등보통학교 정구단 간의 1라운드 두번째 경기는 경성제일공립고등보통학교 정구단이 3:0으로 이겼고, 경신학교 정구단과 양정고등보통학교 정구단 간의 1라운드 세번째 경기는 양정고등보통학교 정구단이 3:2로 이기며 준결승에 진출했다. 1922년 5월 20일 13시에 준결승 대진 추첨을 진행한 후 진행된 송도고등보통학교 정구단과 경성제일공립고등보통학교 정구단 간의 준결승 첫번째 경기는 송도고등보통학교 정구단이 3:1로 이기며 결승에 진출했고, 휘문고등보통학교 정구단과 양정고등보통학교 정구단 간의 준결승 두번째 경기는 3:0으로 휘문고등보통학교 정구단이 이기며 결승에 진출했다. 이어서 진행된 진행된 송도고등보통학교 정구단과 휘문고등보통학교 정구단의 결승 경기는 송도고등보통학교 정구단이 3:2로 이기며 우승을 차지했다.

## 메달 집계

### 최종 순위
| 순위 | 선수단   | 금메달 | 은메달 | 동메달 | 메달 합계 |
| ---- | -------- | ------ | ------ | ------ | --------- |
| 1    | 경기도   | 2      | 1      | 4      | 7         |
| 2    | 전라남도 | 0      | 1      | 0      | 1         |
| 합계 | 합계     | 2      | 2      | 4      | 8         |

### 청년부 메달 집계
| 순위 | 선수단   | 금메달 | 은메달 | 동메달 | 메달 합계 |
| ---- | -------- | ------ | ------ | ------ | --------- |
| 1    | 경기도   | 1      | 0      | 2      | 3         |
| 2    | 전라남도 | 0      | 1      | 0      | 1         |
| 합계 | 합계     | 1      | 1      | 2      | 4         |

### 중학부 메달 집계
| 순위 | 선수단 | 금메달 | 은메달 | 동메달 | 메달 합계 |
| ---- | ------ | ------ | ------ | ------ | --------- |
| 1    | 경기도 | 1      | 1      | 2      | 4         |
| 합계 | 합계   | 1      | 1      | 2      | 4         |

### 메달 수상자
| 종목             | 금                                                                                   | 은 | 동 |
| ---------------- | ------------------------------------------------------------------------------------ | --- | --- |
| 청년부 남자 단체 | 금강구락부 정구단 (경기) · 구종태 · 김용한 · 김원태 · 김효진 · 안정원 · 윤상현       | 목포청년회 정구단 (전남) · 김종태 · 박복만 · 양오동 · 이병훈 · 이성문 · 정공술 · 지재풍                | 개성정구회 정구단 (경기) · 김성진 · 김흥길 · 김흥순 · 박홍근 · 석유근 · 한맹석                                |
| 청년부 남자 단체 | 금강구락부 정구단 (경기) · 구종태 · 김용한 · 김원태 · 김효진 · 안정원 · 윤상현       | 목포청년회 정구단 (전남) · 김종태 · 박복만 · 양오동 · 이병훈 · 이성문 · 정공술 · 지재풍                | 의우회 정구단 (경기) · 김상용 · 김응소 · 김창현 · 김학이 · 신용균 · 최상채                                    |
|                  |                                                                                      | | |
| 중학부 남자 단체 | 송도고등보통학교 정구단 (경기) · 김용봉 · 박용학 · 유은상 · 이연업 · 한진영 · 허명순 | 휘문고등보통학교 정구단 (경기) · 김명환 · 김안식 · 김필응 · 손흥윤 · 왕명구 · 이경구 · 이홍정 · 최현오 | 경성제일공립고등보통학교 정구단 (경기) · 강성□ · 강신철 · 노용호 · 박노석 · 박정식 · 서병석 · 이승학 · 지기용 |
| 중학부 남자 단체 | 송도고등보통학교 정구단 (경기) · 김용봉 · 박용학 · 유은상 · 이연업 · 한진영 · 허명순 | 휘문고등보통학교 정구단 (경기) · 김명환 · 김안식 · 김필응 · 손흥윤 · 왕명구 · 이경구 · 이홍정 · 최현오 | 양정고등보통학교 정구단 (경기) · 김연창 · 박두호 · 서재학 · 심원구 · 심윤중 · 이동근 · 이종철                 |

## 참고 문헌
- “대한체육회 국내종합경기대회”. 대한체육회.
- “제3회 전국체육대회”. 대한체육회.
- “제3회 전국체육대회 정구 경기 결과”. 대한체육회.
- “제3회 전국체육대회 정구 청년부 경기 결과”. 대한체육회.
- “제3회 전국체육대회 정구 청년부 남자 단체 경기 결과”. 대한체육회.
- “제3회 전국체육대회 정구 중학부 경기 결과”. 대한체육회.
- “제3회 전국체육대회 정구 중학부 남자 단체 경기 결과”. 대한체육회.
- 《대한체육회 50년》. 대한체육회. 1970. 2020년 11월 8일에 원본 문서에서 보존된 문서. 2022년 11월 5일에 확인함.
- 《대한체육회 70년사》. 대한체육회. 1990. 2020년 11월 8일에 원본 문서에서 보존된 문서. 2022년 11월 5일에 확인함.
- 《대한체육회 90년사》. 대한체육회. 2011. 2020년 11월 8일에 원본 문서에서 보존된 문서. 2022년 11월 5일에 확인함.
- 대한체육회 100주년 기념사업부 (2020). 《대한민국 체육 100년》. 대한체육회. 2023년 9월 21일에 원본 문서에서 보존된 문서. 2024년 3월 12일에 확인함.
- “제3회 전국체육대회 정구 경기 결과”. 대한체육회.[깨진 링크(과거 내용 찾기)]
- “第二回全朝鮮庭球大會(제이회전조선정구대회)”. 동아일보. 1922년 3월 28일.
- “第二回全朝鮮庭球大會(제이회전조선정구대회)”. 동아일보. 1922년 4월 5일.
- “第二回全朝鮮庭球大會(제이회전조선정구대회)”. 동아일보. 1922년 5월 12일.
- “第二回全朝鮮庭球大會(제이회전조선정구대회)”. 동아일보. 1922년 5월 13일.
- “第二回全朝鮮庭球大會(제이회전조선정구대회)”. 동아일보. 1922년 5월 14일.
- “第二回全朝鮮庭球大會(제이회전조선정구대회)”. 동아일보. 1922년 5월 15일.
- “第二回全朝鮮庭球大會(제이회전조선정구대회)”. 동아일보. 1922년 5월 15일.
- “臨迫(임박)한庭球大會(정구대회)”. 동아일보. 1922년 5월 16일.
- “第二回全朝鮮庭球大會(제이회전조선정구대회)”. 동아일보. 1922년 5월 17일.
- “人氣沸騰(인기비등)한庭球界(정구계)”. 동아일보. 1922년 5월 18일.
- “第二回全朝鮮庭球大會(제이회전조선정구대회)”. 동아일보. 1922년 5월 19일.
- “第二回全朝鮮庭球大會(제이회전조선정구대회)”. 동아일보. 1922년 5월 20일.
- “今日(금일)의庭球戰(정구전)”. 동아일보. 1922년 5월 20일.
- “全朝鮮庭球大會開催(전조선정구대회개최)에對(대)하야”. 동아일보. 1922년 5월 21일.
- “大盛况(대성황)의庭球戰(정구전)”. 동아일보. 1922년 5월 21일.
- “第二回全朝鮮庭球大會(제이회전조선정구대회)”. 동아일보. 1922년 5월 21일.
- “實(실)로空前(공전)의壯觀(장관)”. 동아일보. 1922년 5월 22일.
- “橫說竪說(횡설수설)”. 동아일보. 1922년 5월 23일.
- “壯絕(장절)한决勝戰(결승전)”. 동아일보. 1922년 5월 23일.